# Саварна-Конвентела (Равена)
Саварна-Конвентела (итал. Savarna-Conventella) је насеље у Италији у округу Равена, региону Емилија-Ромања.
Према процени из 2011. у насељу је живело 1850 становника. Насеље се налази на надморској висини од 1 м.